# 의학박사
의학박사는 의학에 대한 학술적 연구를 하고 받는 학위로, 미국의 의무박사 (M.D.)와는 다르다.

## 같이 보기
- 철학박사 (Ph.D.)
- 의사
- 전문 학위
- 의학 석사 (Master of Medicine)
- 의학 및 철학 박사 (MD–PhD)